# Saison 2023-2024 de l'Olympique de Marseille
Maillots
Chronologie
Saison précédente Saison suivante
La saison 2023-2024 de l'Olympique de Marseille est la soixante-quatorzième saison du club provençal en première division du championnat de France de football, la vingt-huitième consécutive au sein de l'élite du football français.

## Préparation d'avant-saison
L'Olympique de Marseille reprend l'entraînement le 3 juillet 2023 avec un nouvel entraîneur, Marcelino, nommé le 23 juin 2023.
Les Marseillais débutent leur préparation par un match amical le 15 juillet 2023 face au Nîmes Olympique au Centre d'entraînement Robert-Louis-Dreyfus.
Un stage est ensuite prévu du 17 au 29 juillet en Allemagne où l'Olympique de Marseille va disputer 2 matchs amicaux : contre les Belges du KAS Eupen le 22 juillet et contre les Néerlandais du RKC Waalwijk le 27 juillet 2023. Le groupe olympien pour le stage est le suivant :
- Gardiens : Lopez, Ngapandouetnbu, Van Neck
- Défenseurs : Renan Lodi, Gigot, Balerdi, Mbemba, Touré, Clauss, Nyakossi, Negouai, Soglo
- Milieux : Rongier, Guendouzi, Veretout, Kondogbia, Ounahi, Gueye, Malinovskyi, Nadir
- Attaquants : Aubameyang, Sarr, Ünder, Harit, Vitinha, Mughe, Iuri Moreira, Lago

Amavi, Lirola, de la Fuente et Ben Seghir sont quant à eux écartés du groupe,.
De retour à Marseille, les hommes de Marcelino disputent leur dernier match amical le 2 août face au Bayer Leverkusen à l'Orange Vélodrome. À la suite de la clôture du mercato estival et du départ de Payet, Valentin Rongier devient le joueur olympien le plus ancien de l'effectif. 

## Transferts

### Transferts estivaux
Le mercato d'été a lieu du 10 juin au 1er septembre 2023 en France.
| Nom                       | Poste             | Type de transfert      | Montant | Provenance/Destination | Division           |
| ------------------------- | ----------------- | ---------------------- | ------- | ---------------------- | ------------------ |
| Arrivées                  |                   |                        |         |                        |                    |
| Rubén Blanco              | Gardien de but    | Transfert définitif    | 1,5 M€  | Celta de Vigo          | Liga               |
| Renan Lodi                | Défenseur         | Transfert              | 13 M€   | Atlético de Madrid     | Liga               |
| Amir Murillo              | Défenseur         | Transfert              | 2,5 M€  | RSC Anderlecht         | Division 1A        |
| Bamo Meïté                | Défenseur         | Prêt avec OA           | -       | FC Lorient             | Ligue 1            |
| Isaak Touré               | Défenseur         | Retour de prêt         | -       | AJ Auxerre             | Ligue 1            |
| Pol Lirola                | Défenseur         | Retour de prêt         | -       | Elche CF               | Liga               |
| Jordan Amavi              | Défenseur         | Retour de prêt         | -       | Getafe CF              | Liga               |
| Ruslan Malinovskyi        | Milieu de terrain | Transfert définitif    | 10 M€   | Atalanta Bergame       | Serie A            |
| Amine Harit               | Milieu de terrain | Transfert définitif    | 5 M€    | FC Schalke 04          | Bundesliga         |
| Geoffrey Kondogbia        | Milieu de terrain | Transfert              | 8 M€    | Atlético de Madrid     | Liga               |
| Pape Gueye                | Milieu de terrain | Retour de prêt         | -       | Séville FC             | Liga               |
| Nemanja Radonjić          | Milieu de terrain | Retour de prêt         | -       | Torino FC              | Serie A            |
| Kevin Strootman           | Milieu de terrain | Retour de prêt         | -       | Genoa CFC              | Serie A            |
| Iliman Ndiaye             | Attaquant         | Transfert              | 17 M€   | Sheffield United       | Premier League     |
| Ismaïla Sarr              | Attaquant         | Transfert              | 13 M€   | Watford FC             | Premier League     |
| Pierre-Emerick Aubameyang | Attaquant         | Transfert libre        | -       | Chelsea FC             | Premier League     |
| Joaquín Correa            | Attaquant         | Prêt avec OA           | 2 M€    | Inter Milan            | Serie A            |
| Konrad de la Fuente       | Attaquant         | Retour de prêt         | -       | Olympiakos             | Superleague Elláda |
| Arkadiusz Milik           | Attaquant         | Retour de prêt         | -       | Juventus FC            | Serie A            |
| Luis Suárez               | Attaquant         | Retour de prêt         | -       | UD Almería             | Liga               |
| Salim Ben Seghir          | Attaquant         | Retour de prêt         | -       | Valenciennes FC        | Ligue 2            |
| Départs                   |                   |                        |         |                        |                    |
| Rubén Blanco              | Gardien de but    | Retour de prêt         | -       | Celta de Vigo          | Liga               |
| Isaak Touré               | Défenseur         | Transfert              | 8 M€    | FC Lorient             | Ligue 1            |
| Pol Lirola                | Défenseur         | Prêt avec OA           | -       | Frosinone              | Serie A            |
| Jordan Amavi              | Défenseur         | Prêt sans OA           | -       | Stade brestois 29      | Ligue 1            |
| Issa Kaboré               | Défenseur         | Retour de prêt         | -       | Manchester City        | Premier League     |
| Éric Bailly               | Défenseur         | Retour de prêt         | -       | Manchester United      | Premier League     |
| Nuno Tavares              | Défenseur         | Retour de prêt         | -       | Arsenal FC             | Premier League     |
| Sead Kolašinac            | Défenseur         | Fin de contrat         | -       | Atalanta Bergame       | Serie A            |
| Nemanja Radonjić          | Milieu de terrain | Transfert définitif    | 1,7 M€  | Torino FC              | Serie A            |
| Bartuğ Elmaz              | Mileu de terrain  | Transfert              | 1,2 M€  | Fenerbahçe SK          | Süper Lig          |
| Mattéo Guendouzi          | Milieu de terrain | Prêt avec OAO          | 1 M€    | SS Lazio               | Serie A            |
| Ruslan Malinovskyi        | Milieu de terrain | Prêt avec OA           | -       | Genoa CFC              | Serie A            |
| Amine Harit               | Milieu de terrain | Retour de prêt         | -       | FC Schalke 04          | Bundesliga         |
| Kevin Strootman           | Milieu de terrain | Fin de contrat         | -       | Genoa CFC              | Serie A            |
| Dimitri Payet             | Milieu de terrain | Résiliation de contrat | -       | CR Vasco da Gama       | Serie A            |
| Luis Suárez               | Attaquant         | Transfert définitif    | 8 M€    | UD Almería             | Liga               |
| Arkadiusz Milik           | Attaquant         | Transfert définitif    | 6,3 M€  | Juventus FC            | Serie A            |
| Cengiz Ünder              | Attaquant         | Transfert              | 15 M€   | Fenerbahçe SK          | Süper Lig          |
| Konrad de la Fuente       | Attaquant         | Prêt avec OA           | -       | SD Eibar               | LaLiga 2           |
| Alexis Sánchez            | Attaquant         | Fin de contrat         | -       | Inter Milan            | Serie A            |
| Salim Ben Seghir          | Attaquant         | Prêt                   | -       | Neuchâtel Xamax        | Challenge League   |

| Nom               | Poste             | Type de transfert | Montant | Provenance/Destination        | Division                    |
| ----------------- | ----------------- | ----------------- | ------- | ----------------------------- | --------------------------- |
| Arrivées          |                   |                   |         |                               |                             |
| Bryan Bernard     | Gardien           | -                 | -       | Lyon-La Duchère               | National 2                  |
| Léo Jousselin     | Défenseur         | -                 | -       | Les Herbiers                  | National 2                  |
| Thomas Da Costa   | Défenseur         | -                 | -       | Sainte-Geneviève FC           | National 3                  |
| Alexis Kabamba    | Milieu de terrain | -                 | -       | Stade de Reims rés.           | National 3                  |
| Noam Mayoka-Tika  | Milieu de terrain | -                 | -       | KVC Westerlo rés.             | Reserve Pro League 1        |
| Nouhoum Kamissoko | Milieu de terrain | -                 | -       | Académie des Etoiles du Mandé | Mali                        |
| Latta N'Dabrou    | Attaquant         | -                 | -       | LB Châteauroux -19 ans        | Championnat -19 ans         |
| Iuri Moreira      | Attaquant         | -                 | -       | SL Benfica rés.               | Liga Portugal 2             |
| Départs           |                   |                   |         |                               |                             |
| Hugo Sacco        | Gardien de but    | -                 | -       | Eastern New Mexico Greyhounds | États-Unis                  |
| Evan Huriez       | Gardien de but    | -                 | -       | FC Blô-Weiss Medernach        | Promotion d'Honneur         |
| Hugo Dupont       | Défenseur         | -                 | -       | EA Guingamp rés.              | National 2                  |
| Aaron Kamardin    | Défenseur         | -                 | -       | ROC Charleroi                 | Nationale 1                 |
| Rayan Berbachi    | Milieu de terrain | -                 | -       | FC Martigues                  | National                    |
| Naim Chadhuli     | Milieu de terrain | -                 | -       | Al-Nasr SC rés.               | Arabian Gulf Reserve League |
| Ugo Bertelli      | Milieu de terrain | -                 | -       | Campbell University           | Campbell Men's Soccer       |
| Nassim Ahmed      | Milieu de terrain | -                 | -       | -                             | -                           |
| Rayane Dehilis    | Milieu de terrain | -                 | -       | -                             | -                           |
| Bastien Dessus    | Milieu de terrain | -                 | -       | -                             | -                           |
| Esey Gebreyesus   | Attaquant         | -                 | -       | FC Aarau                      | Challenge League            |
| Jorès Rahou       | Attaquant         | -                 | -       | -                             | -                           |
| Ibtoihi Hadhari   | Attaquant         | -                 | -       | -                             | -                           |

### Transferts hivernaux
Le mercato d'hiver se déroule du 1er au 31 janvier 2024 en France
| Nom                  | Poste             | Type de transfert   | Montant | Provenance/Destination | Division         |
| -------------------- | ----------------- | ------------------- | ------- | ---------------------- | ---------------- |
| Arrivées             |                   |                     |         |                        |                  |
| Quentin Merlin       | Défenseur         | Transfert           | 10 M€   | FC Nantes              | Ligue 1          |
| Ulisses Garcia       | Défenseur         | Transfert           | 4 M€    | BSC Young Boys         | Super League     |
| Jean Onana           | Milieu de terrain | Prêt avec OA        | -       | Beşiktaş JK            | Süper Lig        |
| Faris Moumbagna      | Attaquant         | Transfert           | 8 M€    | FK Bodø/Glimt          | Eliteserien      |
| Luis Henrique        | Attaquant         | Retour de prêt      | -       | Botafogo FR            | Brasileirão      |
| Départs              |                   |                     |         |                        |                  |
| Renan Lodi           | Défenseur         | Transfert           | 23 M€   | Al-Hilal SFC           | Saudi Pro League |
| Ruslan Malinovskyi   | Milieu de terrain | Transfert définitif | 7 M€    | Genoa CFC              | Serie A          |
| Vitinha              | Attaquant         | Prêt avec OA        | -       | Genoa CFC              | Serie A          |
| François-Régis Mughe | Attaquant         | Prêt sans OA        | -       | USL Dunkerque          | Ligue 2          |

| Nom               | Poste     | Type de transfert | Montant | Provenance/Destination | Division   |
| ----------------- | --------- | ----------------- | ------- | ---------------------- | ---------- |
| Arrivées          |           |                   |         |                        |            |
| Stéphane Sparagna | Défenseur | Transfert         | -       | Aubagne FC             | National 2 |
| Kassim Abdallah   | Défenseur | Transfert         | -       | Marignane-Gignac CBFC  | National   |
| Départs           |           |                   |         |                        |            |

### Premiers contrats professionnels
| Nom          | Nationalité | Position          | Durée de contrat | Fin de contrat |
| ------------ | ----------- | ----------------- | ---------------- | -------------- |
| Gaël Lafont  | France      | Milieu de terrain | 3 ans            | juin 2027      |
| Raimane Daou | Comores     | Milieu de terrain | 3 ans            | juin 2027      |

### Prolongations de contrat
| Nom                  | Nationalité | Position          | Durée de prolongation | Fin de contrat |
| -------------------- | ----------- | ----------------- | --------------------- | -------------- |
| François-Régis Mughe | Cameroun    | Attaquant         | 1 an                  | juin 2028      |
| Bilal Nadir          | Maroc       | Milieu de terrain | 2 ans                 | juin 2026      |
| Simon Ngapandouetnbu | Cameroun    | Gardien de but    | 2 ans                 | juin 2026      |

## Faits marquants de la saison

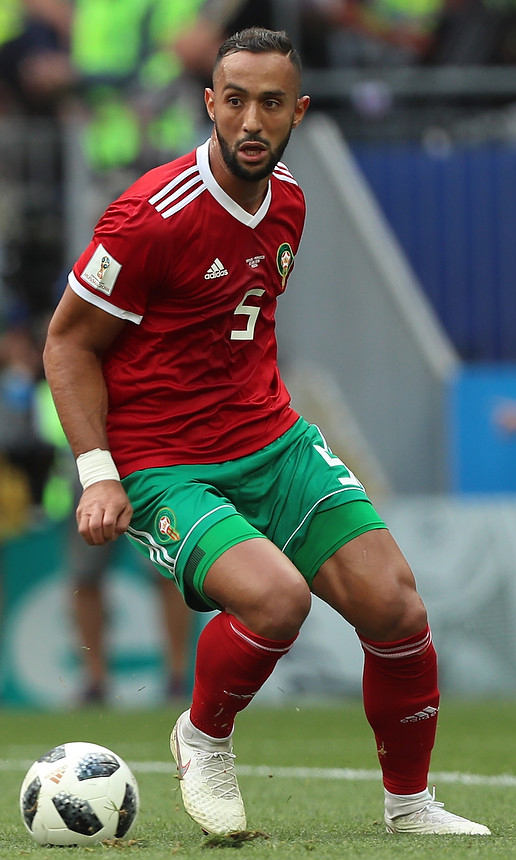
Medhi Benatia est nommé conseiller sportif après le départ de Ribalta.

Le 21 juillet 2023, le président Pablo Longoria et le capitaine emblématique Dimitri Payet annoncent lors d'une conférence de presse le départ du joueur de l'Olympique de Marseille, après neuf saisons sous les couleurs olympiennes. Dans l'affaire opposant l'OM et Watford au sujet de Pape Gueye, le tribunal arbitral du sport retire l'interdiction de recrutement prononcée par l'UEFA. Néanmoins, Gueye est suspendu quatre mois et doit s'acquitter d'une amende de 2,5 millions d'euros.
Le 15 août 2023, l'Olympique de Marseille est éliminé par le Panathinaïkos lors du troisième tour de qualification de la Ligue des champions de l'UEFA 2023-2024. Le club est donc reversé dans la phase de groupes de la Ligue Europa 2023-2024.
Le 18 septembre 2023, une réunion très tendue a lieu au centre d'entraînement entre la direction olympienne (Longoria, Ribalta, Iriondo et Tessier) et les représentants des groupes de supporters. À la suite de cela, la direction décide de se mettre en retrait. Le 20 septembre 2023, Marcelino et son staff quittent le club. Pour assurer l'intérim, le club, par l'intermédiaire de son directeur sportif David Friio, fait appel à Jacques Abardonado.

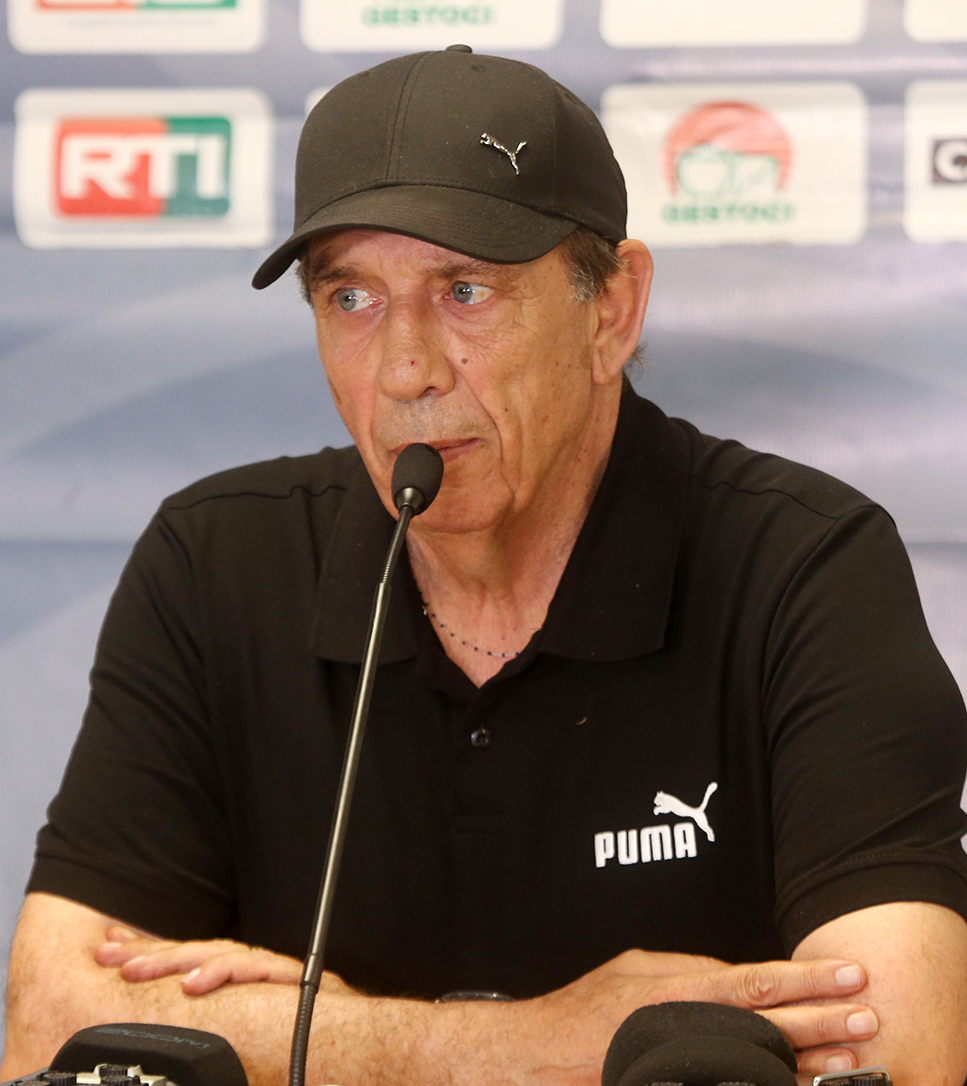
Pour succéder à Gattuso, l'Olympique de Marseille nomme Jean-Louis Gasset pour une mission de 100 jours.

Le 22 septembre 2023, Longoria annonce qu'il poursuit son mandat à la tête du club.
Le 27 septembre 2023, le champion du monde italien Gennaro Gattuso est nommé entraîneur de l'équipe et succède à Abardonado.
Le 11 octobre 2023, le départ de Javier Ribalta est officialisé par le club marseillais.
Le 29 octobre 2023, la rencontre opposant l'Olympique de Marseille à l'Olympique lyonnais est reportée en raison du caillassage du bus de la délégation lyonnaise aux abords du stade Vélodrome.
Le 30 novembre 2023, afin de remplacer Ribalta et Friio, l'Olympique de Marseille nomme Medhi Benatia en tant que conseiller sportif du club.
Le 6 février 2024, les leaders des groupes de supporters participent à une réunion avec les joueurs afin d'évoquer leur mécontentement à la suite des dernières prestations olympiennes. Ce rendez-vous fait suite à une autre réunion organisée la veille entre la direction marseillaise et les joueurs au centre d'entraînement.
Le 18 février 2024, après Longoria en conférence de presse, c'est au tour de Benatia de critiquer publiquement l'investissement de Clauss au sein du club.
Le 20 février 2024, l'Olympique de Marseille annonce le départ de Gattuso et l'arrivée de Jean-Louis Gasset pour une mission de 100 jours. En enchaînant cinq victoires pour ses cinq premiers matchs à la tête de l'OM, Gasset égale le record d'Otto Gloria datant de février 1962.
À la fin du mois de mars, l'effectif marseillais fait face à une série de forfaits puisque Gigot, Clauss, Murillo, Garcia, Meïté, Rongier, Nadir, Gueye et Sarr font l'objet de blessures.
45 ans après leur premier sacre en Coupe Gambardella, les jeunes Olympiens, menés par Christian Bracconi, remportent une seconde fois la Coupe Gambardella après leur victoire en finale face à l'AS Nancy-Lorraine (4-1).
Au terme de la saison, le directeur général du club Stéphane Tessier, un temps annoncé comme successeur de Longoria, quitte le club à la suite de tensions avec ce dernier.

## Systèmes de jeu
| \| Lopez Clauss Gigot Mbemba R. Lodi Rongier Veretout I. Sarr Harit Aubameyang Ndiaye Entr. : Marcelino \| Premier système de jeu utilisé · (4-4-2) |
| Lopez Clauss Gigot Mbemba R. Lodi Rongier Veretout I. Sarr Harit Aubameyang Ndiaye Entr. : Marcelino                                                |

| Lopez Clauss Gigot Mbemba R. Lodi Rongier Veretout I. Sarr Harit Aubameyang Ndiaye Entr. : Marcelino |

| \| Lopez Murillo Mbemba Gigot Balerdi R. Lodi Ounahi Harit Veretout Aubameyang Vitinha Entr. : Gattuso \| Deuxième système de jeu utilisé · (3-5-2) |
| Lopez Murillo Mbemba Gigot Balerdi R. Lodi Ounahi Harit Veretout Aubameyang Vitinha Entr. : Gattuso                                                 |

| Lopez Murillo Mbemba Gigot Balerdi R. Lodi Ounahi Harit Veretout Aubameyang Vitinha Entr. : Gattuso |

| \| Lopez Meïté Mbemba Balerdi Garcia Veretout Gueye Harit I. Sarr Ndiaye Aubameyang Entr. : Gasset \| Troisième système de jeu utilisé · (4-3-3) |
| Lopez Meïté Mbemba Balerdi Garcia Veretout Gueye Harit I. Sarr Ndiaye Aubameyang Entr. : Gasset                                                  |

| Lopez Meïté Mbemba Balerdi Garcia Veretout Gueye Harit I. Sarr Ndiaye Aubameyang Entr. : Gasset |

## Compétitions

### Championnat

#### Mars
En plein état de grâce depuis l'arrivée de Jean-Louis Gasset au poste d'entraineur, les Marseillais étrillent la lanterne rouge du championnat à Clermont-Ferrand (5-1) et décrochent une troisième victoire consécutive. Cinq jours plus tard, ils reçoivent Villarreal pour le compte du huitième de finale aller de Ligue Europa et infligent une correction (4-0) à l'équipe de leur ancien entraineur, Marcelino, de retour à Marseille sous escorte policière. Buteur ce jour-là, Pierre-Emerick Aubameyang devient meilleur buteur de l'histoire de la Ligue Europa. Fort de ce nouveau succès et mené par une attaque des plus prolifiques (16 buts inscrits en 4 matchs), l'Olympique de Marseille dispose de Nantes à domicile grâce à un doublé d'Aubameyang, et revient à seulement 3 points de la quatrième place - qualificative pour le troisième tour de qualification de la Ligue des Champions. Victorieux à cinq reprises en autant de matchs depuis son arrivée sur le banc marseillais, Jean-Louis Gasset égale un record vieux de 62 ans.
À la mi-mars, l'élan triomphal insufflé par le changement d'entraineur est cependant brisé lors de la manche retour de la confrontation européenne face à Villarreal où l'OM fait montre d'une fébrilité défensive et manque d'être emporté en prolongations (1-3). Subissant le contrecoup physique de l'enchainement des rencontres, les Olympiens s'inclinent ensuite à Rennes (0-2) juste avant une trêve internationale de 15 jours. Loin de favoriser le repos des organismes, cette trêve va avoir des conséquences dommageables sur l'effectif marseillais : à la reprise des compétitions ce ne sont pas moins de 5 joueurs (Clauss, Meïté, Sarr, Garcia, Gueye) qui rejoignent Valentin Rongier dans l'infirmerie du club.
Affaibli par ces blessures et semblant retomber dans ses travers, Marseille perd son premier match à domicile cette saison lors du Classique  ce qui met fin à une série d'invincibilité de 19 matchs toutes compétitions confondues. Dans un stade Vélodrome qui bat son record absolu d'affluence, l'OM concède la défaite face à une équipe parisienne pourtant rapidement réduite à dix (0-2). Comme touché puis déserté par la grâce, l'OM achève donc par un troisième revers de suite le mois qu'il avait débuté par une troisième victoire d'affilée.

#### Avril
De nouveau défaits à Lille (1-3), les Marseillais font le deuil de leurs ambitions pour le top 4 et abordent leur quart de finale de Ligue Europa avec un déficit de confiance.
Auteurs d’une prestation assez pauvre à Lisbonne, les Phocéens concèdent rapidement un premier but tandis que l’ancien Parisien, Angel Di Maria, double la marque et inscrit son 6ème but face à l’OM. Les Olympiens ne doivent leur salut qu’à Aubameyang qui réduit l'écart et maintient l’espoir d’une qualification (1-2). Par ailleurs, la LFP accepte de différer la 29ème journée pour permettre aux équipes encore en lice en compétitions européennes de préparer au mieux la manche retour. 
Une semaine plus tard, dans un Vélodrome en fusion, Aubameyang dépose un ballon altruiste sur la tête de Moumbagna pendant le dernier quart d'heure du temps réglementaire. Le score étant de parité sur l’ensemble des deux rencontres, la qualification se joue aux tirs au but après des prolongations éreintantes. Di Maria rate d’entrée son pénalty tandis que le portier marseillais, Pau Lopez, d’ordinaire peu brillant dans cet exercice, se montre héroïque et arrête un tir décisif (1-0, 4-2 aux t.a.b). L’OM qui avait perdu tous ses matchs depuis plus de cinq semaines composte son ticket pour sa troisième demi-finale européenne en 6 ans et défiera l’Atalanta Bergame, tombeuse de Liverpool à Anfield.
Gasset décide de ne pas ménager ses cadres en Ligue 1 et de jouer pleinement sur les deux tableaux. 
Au Stadium, les Olympiens sont portés par leurs internationaux camerounais. Onana ouvre le score d’un coup de tête et Faris Moumbagna contraint le TFC au match nul grâce à un retourné acrobatique inscrit à la dernière minute du temps additionnel.
Le derby de la Méditerranée face à l’OGC Nice est quant à lui marqué par le retour de blessure de Jonathan Clauss qui ouvre le score d’une frappe en pleine lucarne. La suite de la rencontre est ternie par deux décisions arbitrales litigieuses. Si Faris Moumbagna reçoit un carton rouge contestable juste avant la mi-temps, l’OM obtient un pénalty compensateur au retour des vestiaires. Aucune équipe ne sort vainqueur de ce match - bien qu'Aubameyang ait failli offrir la victoire à son équipe au terme d'une chevauchée solitaire,. 
Enfin, pour son dernier match avant la demi-finale de C3, l’OM empoche trois précieux points à domicile face au RC Lens (2-1), son concurrent direct pour la 6ème place.

#### Mai
L'OM entame la dernière ligne droite de sa saison par la demi-finale aller de la Ligue Europa en recevant l'Atalanta Bergame au Vélodrome. La rencontre se joue à guichets fermés avec plus de 65 000 supporters présents en tribunes. Surpris en début de match, les Olympiens concèdent l'ouverture du score par le buteur bergamasque, Gianluca Scamacca, tout juste de retour de blessure. Moins de dix minutes plus tard, Chancel Mbemba, lui aussi de retour de blessure, réplique d'une frappe de l'extérieur de la surface qui remet les deux équipes à égalité. Ce but permet à l'international congolais de devenir le défenseur marseillais ayant marqué le plus de buts en compétitions européennes. Malgré une domination constante, les Marseillais ne parviennent pas à concrétiser leurs multiples occasions et sont tenus en échec à domicile (1-1).  Comme lors du tour précédent, la LFP reporte la rencontre de Ligue 1 des clubs engagés en compétitions européennes afin de favoriser la préparation du match retour.

#### Classement
| Rang | Équipe                 | Pts | J  | G  | N  | P  | Bp | Bc | Diff | Qualification ou relégation                             |
| ---- | ---------------------- | --- | -- | -- | -- | -- | -- | -- | ---- | ------------------------------------------------------- |
| 6    | Olympique lyonnais     | 53  | 34 | 16 | 5  | 13 | 49 | 55 | −6   | Qualification pour la phase de ligue de la Ligue Europa |
| 7    | RC Lens                | 51  | 34 | 14 | 9  | 11 | 45 | 37 | +8   | Qualification pour les barrages de la Ligue Conférence  |
| 8    | Olympique de Marseille | 50  | 34 | 13 | 11 | 10 | 52 | 41 | +11  |                                                         |
| 9    | Stade de Reims         | 47  | 34 | 13 | 8  | 13 | 42 | 47 | −5   |                                                         |
| 10   | Stade rennais FC       | 46  | 34 | 12 | 10 | 12 | 53 | 46 | +7   |                                                         |

#### Évolution du classement et des résultats
| Journée  | 1 | 2 | 3 | 4 | 5 | 6 | 7  | 8 | 9 | 10 | 11 | 12 | 13 | 14 | 15 | 16 | 17 | 18 | 19 | 20 | 21 | 22 | 23 | 24 | 25 | 26 | 27 | 28 | 29 | 30 | 31 | 32 | 33 | 34 |
| -------- | - | - | - | - | - | - | -- | - | - | -- | -- | -- | -- | -- | -- | -- | -- | -- | -- | -- | -- | -- | -- | -- | -- | -- | -- | -- | -- | -- | -- | -- | -- | -- |
| Rang     | 5 | 6 | 2 | 3 | 4 | 8 | 12 | 6 | 8 | -  | 9  | 10 | 12 | 9  | 6  | 6  | 6  | 7  | 7  | 8  | 8  | 9  | 9  | 7  | 7  | 7  | 7  | 8  | 9  | 8  | 7  | 8  | 8  | 8  |
| Résultat | V | N | V | N | N | D | D  | V | D | V  | N  | D  | N  | V  | V  | V  | N  | N  | N  | D  | N  | D  | V  | V  | V  | D  | D  | D  | N  | N  | V  | D  | V  | V  |

| Légende : | V = Victoire |  | N = Nul |  | D = Défaite |

### Ligue des Champions
L'Olympique de Marseille est qualifié pour le troisième tour de qualification de la Ligue des champions de l'UEFA 2023-2024, avec un statut de tête de série lors de ce tour.

#### Troisième tour de qualification
| Équipe        | Aller | Total             | Retour | Équipe                 |
| ------------- | ----- | ----------------- | ------ | ---------------------- |
| Panathinaïkos | 1 - 0 | 2 - 2 (5 - 3 tab) | 1 - 2  | Olympique de Marseille |

### Ligue Europa

#### Phase de groupes
Le tirage au sort pour la phase de groupes de la Ligue Europa 2023-2024 a lieu le 1er septembre 2023 à Monaco.

L'Olympique de Marseille figure dans le chapeau 2. Les Olympiens tombent face aux Néerlandais de l'Ajax Amsterdam, aux Anglais de Brighton & Hove Albion, et aux Grecs de l'AEK Athènes.
| Rang | Équipe                 | Pts | J | G | N | P | Bp | Bc | Diff |  | Résultats (▼ dom., ► ext.) |     |     |     |     |
| ---- | ---------------------- | --- | - | - | - | - | -- | -- | ---- |  | -------------------------- | --- | --- | --- | --- |
| 1    | Brighton & Hove Albion | 13  | 6 | 4 | 1 | 1 | 10 | 5  | +5   |  | Brighton & Hove Albion     |     | 1-0 | 2-0 | 2-3 |
| 2    | Olympique de Marseille | 11  | 6 | 3 | 2 | 1 | 14 | 10 | +4   |  | Olympique de Marseille     | 2-2 |     | 4-3 | 3-1 |
| 3    | Ajax Amsterdam         | 5   | 6 | 1 | 2 | 3 | 10 | 13 | -3   |  | Ajax Amsterdam             | 0-2 | 3-3 |     | 3-1 |
| 4    | AEK Athènes            | 4   | 6 | 1 | 1 | 4 | 6  | 12 | -6   |  | AEK Athènes                | 0-1 | 0-2 | 1-1 |     |

#### Barrages de la phase à élimination directe
| Équipe           | Aller | Total | Retour | Équipe                 |
| ---------------- | ----- | ----- | ------ | ---------------------- |
| Chakhtar Donetsk | 2 - 2 | 3 - 5 | 1 - 3  | Olympique de Marseille |

#### Huitièmes de finale
| Équipe                 | Aller | Total | Retour | Équipe        |
| ---------------------- | ----- | ----- | ------ | ------------- |
| Olympique de Marseille | 4 - 0 | 5 - 3 | 1 - 3  | Villarreal CF |

#### Quarts de finale
| Équipe     | Aller | Total             | Retour   | Équipe                 |
| ---------- | ----- | ----------------- | -------- | ---------------------- |
| SL Benfica | 2 - 1 | 2 - 2 (2 - 4 tab) | 0 - 1 ap | Olympique de Marseille |

#### Demi-finale
| Équipe                 | Aller | Total | Retour | Équipe           |
| ---------------------- | ----- | ----- | ------ | ---------------- |
| Olympique de Marseille | 1 - 1 | 1 - 4 | 0 - 3  | Atalanta Bergame |

## Effectif professionnel actuel
Le premier tableau liste l'effectif professionnel de l'OM pour la saison 2023-2024. Le second tableau recense les prêts effectués par le club marseillais lors de cette même saison.
En grisé, les sélections de joueurs internationaux chez les jeunes mais n'ayant jamais été appelés aux échelons supérieurs une fois l'âge-limite dépassé ou les joueurs ayant pris leur retraite internationale.

## Statistiques

### Statistiques détaillées
| Rang | Joueur                    | L1 | CDF | LDC | LE | Total |
| ---- | ------------------------- | -- | --- | --- | -- | ----- |
| 1    | Pierre-Emerick Aubameyang | 17 | 1   | 2   | 10 | 30    |
| 2    | Chancel Mbemba            | 2  | 0   | 0   | 4  | 6     |
| 3    | Ismaïla Sarr              | 3  | 0   | 0   | 2  | 5     |
| 3    | Jonathan Clauss           | 3  | 0   | 0   | 2  | 5     |
| 3    | Jordan Veretout           | 1  | 1   | 0   | 3  | 5     |
| 6    | Iliman Ndiaye             | 3  | 0   | 0   | 1  | 4     |
| 6    | Faris Moumbagna           | 3  | 0   | 0   | 1  | 4     |
| 8    | Samuel Gigot              | 3  | 0   | 0   | 0  | 3     |
| 8    | Amir Murillo              | 3  | 0   | 0   | 0  | 3     |
| 10   | Leonardo Balerdi          | 2  | 0   | 0   | 0  | 2     |
| 10   | Azzedine Ounahi           | 2  | 0   | 0   | 0  | 2     |
| 10   | Amine Harit               | 1  | 0   | 0   | 1  | 2     |
| 13   | Emran Soglo               | 1  | 0   | 0   | 0  | 1     |
| 13   | Luis Henrique             | 1  | 0   | 0   | 0  | 1     |
| 13   | Jean Onana                | 1  | 0   | 0   | 0  | 1     |
| 13   | Pape Gueye                | 1  | 0   | 0   | 0  | 1     |
| 13   | Geoffrey Kondogbia        | 0  | 0   | 0   | 1  | 1     |
| -    | Vitinha                   | 3  | 0   | 0   | 1  | 4     |

| Rang | Joueur                    | L1 | CDF | LDC | LE | Total |
| ---- | ------------------------- | -- | --- | --- | -- | ----- |
| 1    | Jonathan Clauss           | 4  | 1   | 1   | 6  | 12    |
| 2    | Pierre-Emerick Aubameyang | 8  | 0   | 0   | 3  | 11    |
| 3    | Amine Harit               | 2  | 0   | 0   | 6  | 8     |
| 4    | Ismaïla Sarr              | 4  | 0   | 1   | 0  | 5     |
| 4    | Jordan Veretout           | 2  | 1   | 0   | 2  | 5     |
| 6    | Iliman Ndiaye             | 3  | 0   | 0   | 0  | 3     |
| 7    | Chancel Mbemba            | 2  | 0   | 0   | 0  | 2     |
| 7    | Amir Murillo              | 2  | 0   | 0   | 0  | 2     |
| 9    | Faris Moumbagna           | 1  | 0   | 0   | 0  | 1     |
| 9    | Quentin Merlin            | 1  | 0   | 0   | 0  | 1     |
| 9    | Emran Soglo               | 1  | 0   | 0   | 0  | 1     |
| 9    | Azzedine Ounahi           | 0  | 0   | 0   | 1  | 1     |
| 9    | Geoffrey Kondogbia        | 0  | 0   | 0   | 1  | 1     |
| -    | Vitinha                   | 2  | 0   | 0   | 0  | 2     |

En italique, les joueurs partis en cours de saison.

## Affluence

### Meilleures affluences de la saison
| Rang | Match                                        | Score | Journée | Date              | Affluence |
| ---- | -------------------------------------------- | ----- | ------- | ----------------- | --------- |
| 1    | Olympique de Marseille - Paris Saint-Germain | 0 - 2 | J27     | 31 mars 2024      | 66 046    |
| 2    | Olympique de Marseille - Stade de Reims      | 2 - 1 | J1      | 12 août 2023      | 63 787    |
| 3    | Olympique de Marseille - Clermont Foot 63    | 2 - 1 | J16     | 17 décembre 2023  | 63 753    |
| 4    | Olympique de Marseille - LOSC Lille          | 0 - 0 | J11     | 4 novembre 2023   | 63 674    |
| 5    | Olympique de Marseille - Stade brestois 29   | 2 - 0 | J3      | 26 août 2023      | 63 592    |
| 6    | Olympique de Marseille - Le Havre AC         | 3 - 0 | J8      | 8 octobre 2023    | 63 576    |
| 7    | Olympique de Marseille - Toulouse FC         | 0 - 0 | J5      | 17 septembre 2023 | 63 477    |
| 8    | Olympique de Marseille - AS Monaco           | 2 - 2 | J19     | 27 janvier 2024   | 63 029    |
| 9    | Olympique de Marseille - FC Metz             | 1 - 1 | J21     | 9 février 2024    | 62 686    |
| 10   | Olympique de Marseille - FC Lorient          | 3 - 1 | J33     | 12 mai 2024       | 62 082    |
| 11   | Olympique de Marseille - Montpellier HSC     | 4 - 1 | J23     | 25 février 2024   | 61 263    |
| 12   | Olympique de Marseille - RC Lens             | 2 - 1 | J31     | 28 avril 2024     | 59 490    |
| 13   | Olympique de Marseille - OGC Nice            | 2 - 2 | J29     | 24 avril 2024     | 58 151    |
| 14   | Olympique de Marseille - FC Nantes           | 2 - 0 | J25     | 10 mars 2024      | 56 958    |
| 15   | Olympique de Marseille - Olympique lyonnais  | 3 - 0 | J10     | 6 décembre 2023   | 54 238    |
| 16   | Olympique de Marseille - Stade rennais FC    | 2 - 0 | J14     | 3 décembre 2023   | 54 162    |
| 17   | Olympique de Marseille - RC Strasbourg       | 1 - 1 | J18     | 12 janvier 2024   | 53 616    |

### Affluences par journée
Ce graphique représente le nombre de spectateurs présents à l'Orange Vélodrome lors de chaque match à domicile.

## Aspects juridiques et économiques

### Aspects juridiques

#### Organigramme
Le tableau ci-dessous présente l'organigramme de l'Olympique de Marseille.
| Fonction                             | Nom                   |
| ------------------------------------ | --------------------- |
| Président du conseil de surveillance | Barry Cohen           |
| Président du directoire              | Pablo Longoria        |
| Directeur général                    | Stéphane Tessier      |
| Conseiller sportif                   | Medhi Benatia         |
| Responsable du scouting              | Roberto Malfitano     |
| Recruteur                            | Ali Zarrak            |
| Directeur de la performance          | Matthieu Bouchepillon |
| Directeur des opérations football    | Yvgeny Koshelev       |
| Directeur de la communication        | Franck Tourdre        |
| Directrice RH                        | Cécilia Barontini     |
| Responsable contrôle de gestion      | Alban Juster          |

| Fonction                                       | Nom                           |
| ---------------------------------------------- | ----------------------------- |
| Directeur de la sécurité                       | Hervé Chalchitis              |
| Responsable pôles presse, relations publiques  | Élodie Malatrait              |
| Attaché de presse                              | Alexandre Rosée               |
| Directeur commercial                           | Grégory La Mela               |
| Directeur du centre de formation               | Yann Daniélou                 |
| Directeur du football chargé de la formation   | Marco Otero                   |
| Responsable du recrutement centre de formation | Ludovic Paradinas             |
| Ambassadeurs du club                           | Basile Boli Jean-Pierre Papin |
| Président de l'association OM                  | Jean-Pierre Chanal            |
| Vice-président de l'association OM             | Robert Nazarétian             |

### Aspects économiques

#### Budget prévisionnel
Le budget prévisionnel de l'Olympique de Marseille pour la saison 2023-2024 s'élève à 270 millions d'euros.[réf. nécessaire]

#### Résultat d'exploitation
Les performances des joueurs de l'Olympique de Marseille sur la scène européenne permettent au club marseillais d'empocher 28 millions d'euros. Au total, l'Olympique de Marseille a généré un chiffre d'affaires record de 287 millions d'euros. Néanmoins, le résultat d'exploitation enregistré à l'issue de la saison 2023-2024 de l'Olympique de Marseille s'élève à -39 millions d'euros.

#### Bilan comptable
Le tableau suivant présente le bilan comptable de l'Olympique de Marseille à l’issue de la saison 2023-2024. Ce bilan correspond à une photographie du patrimoine de l'entreprise au 30 juin 2023. Il détaille l'actif du club (tout ce que possède l'entreprise) ainsi que son passif (tout ce que doit l'entreprise).
| Poste                             | Actif du bilan (en M€) | Poste                           | Passif du bilan (en M€) |
| --------------------------------- | ---------------------- | ------------------------------- | ----------------------- |
| Immobilisations incorporelles     | 119,8 (+5,4 %)         | Situation nette                 | -27 (-3,26 %)           |
| Autres immobilisations            | 31,3 (+11,78 %)        | Comptes courants d’actionnaires | 84 (+2,57 %)            |
| Créances sur mutations de joueurs | 97,2 (+129,78 %)       | Provisions risques et charges   | 8,6 (-0,2 %)            |
| Autres actifs circulants          | 85 (+2,65 %)           | Dettes financières              | 45,9 (+0,39 %)          |
| Disponibilités et V.M.P.          | 143,57 (+105,39 %)     | Dettes sur mutations de joueurs | 171,6 (+0,52 %)         |
|                                   |                        | Autres dettes                   | 193,4 (+0,33 %)         |
| Total actif                       | 476,9                  | Total passif                    | 476,9                   |

#### Sponsoring
Pour le compte de la saison 2023-2024, le club marseillais compte une dizaine de partenaires officiels. L'Olympique de Marseille dispose de partenaires majeurs avec son équipementier Puma et son sponsor maillot CMA CGM ainsi que de partenaires premium à l'image d'Orange, Randstad, D'or et de platine, Caisse d'épargne CEPAC, Parions sport, Sublime Côte d'Ivoire et Boulanger. De plus, l'OM dispose de partenaires officiels comme Cébé, Coca-Cola, EA Sports, Holy, Intersport, Uber Eats, Sorare et ONET mais aussi de partenaires régionaux à l'instar d'Aqualux, les eaux minérales Sainte-Baume et de Grand Littoral. À noter que le contrat d'équipementier signé avec Puma rapporte près de 30 millions d'euros par saison au club marseillais.

## Centre de formation

### Staff technique
Marco Otero est le directeur technique du centre de formation. Yann Daniélou occupe la fonction de directeur du centre de formation. Le tableau ci-dessous présente la composition des staffs techniques pour chaque équipe du centre de formation de l'Olympique de Marseille pour la saison 2023-2024. 
| Équipe            | Entraîneur         | Adjoint          |
| ----------------- | ------------------ | ---------------- |
| Équipe National 3 | Jean-Pierre Papin  | Efrain Miranda   |
| Équipe U19        | Christian Bracconi | Eduardo Moyano   |
| Équipe U17        | Patrick Hesse      | David Recouvreur |
| Équipe U15        | Ahmed Nouri        | Philippe Anziani |
| Équipe U14        | Thierry Rodriguez  | Akim El Jouini   |
| Pôle Excellence   | Eddy Cardillo      |                  |

### Équipe réserve
Pour la saison 2023-2024, l'équipe réserve de l'Olympique de Marseille évolue en National 3 - Corse/Méditerranée.

#### Effectif de la réserve
Le tableau suivant dresse la liste des joueurs faisant partie de l'effectif de l'équipe réserve de l'Olympique de Marseille.

### Équipe des moins de 19 ans
Pour la saison 2023-2024, l'équipe des moins de 19 ans de l'Olympique de Marseille évolue en championnat U19 Nationaux.

#### Effectif des moins de 19 ans
Le tableau suivant dresse la liste des joueurs faisant partie de l'effectif de l'équipe des moins de 19 ans de l'Olympique de Marseille.

#### Coupe Gambardella
| Finale              | Olympique de Marseille                                                         | 4 - 1   | AS Nancy-Lorraine         | Stade Pierre-Mauroy, Villeneuve-d'Ascq                          |                                                                 |
| 25 mai 2024 17 h 15 | Keyliane Abdallah 6e · Mathis Clément 14e · Gaël Lafont 74e · Adam Nosel 90+8e | (2 - 1) | 45e (pen.) Yanis Delaveau | Diffuseur : France 4,BeIn Sports 3 Arbitrage : Baptiste Lambert | Diffuseur : France 4,BeIn Sports 3 Arbitrage : Baptiste Lambert |
| 25 mai 2024 17 h 15 | Rapport                                                                        |         |                           | Diffuseur : France 4,BeIn Sports 3 Arbitrage : Baptiste Lambert | Diffuseur : France 4,BeIn Sports 3 Arbitrage : Baptiste Lambert |